# Окаринський Володимир Михайлович
Володимир Михайлович Окари́нський (нар. 14 листопада 1975, Тернопіль) — український історик, педагог, науковець. Кандидат історичних наук (2001), доцент (2004). Член Національної спілки журналістів України (2003).

## Життєпис
Володимир Окаринський народився 14 листопада 1975 року в місті Тернополі.
Закінчив Тернопільський державний педагогічний інститут (1997), аспірантуру Київського національного університету імені Тараса Шевченка (2002). Працював учителем в Тернопільському інституті соціальних та інформаційних технологій (2002—2004), від 2004 — викладач катедри історії України (нині катедра історії України, археології та спеціальних галузей історичних наук) Тернопільського національного педагогічного університету імені Володимира Гнатюка.
Провадив постійні рубрики присвячені історії Тернополя та історії України в «Тернопільській газеті» (2003–2004).
Член редколегії енциклопедичного видання «Тернопільщина. Історія міст і сіл» (2014) та Міжнародної асоціації гуманітаріїв (2018).

### Наукова діяльність
У 2001 році захистив кандидатську дисертацію «Український скаутський рух (1911 — 1944 рр.)».
Сфера наукових інтересів: альтернативні життєві стилі, субкультури, контркультура в Україні Нової і Новітньої доби; інтелектуальна історія; історична антропологія; локальна історія (Тернопіль); молодіжні рухи.

## Доробок
Автор близько 100 наукових публікацій, 4-х монографій, співавтор 5-х колективних монографій, а також книг:
- «Пластовий рух на Тернопільщині» (2007)[6],
- «Тернопіль / Tarnopol: історія міста» (2010, співавтор)[7],
- «Тернопіль: місто, люди, історія (від давнини до 1991 року)» (2017)[8][9][10].

## Відзнаки
- премії президента України (2004)[11] та Кабінету міністрів (2008) для молодих учених,
- Тернопільська обласна премія імені Володимира Гнатюка (2018)[12][13].